# Казальвеккьо-ді-Пулья
Казальвеккьо-ді-Пулья (італ. Casalvecchio di Puglia) — муніципалітет в Італії, у регіоні Апулія,  провінція Фоджа.
Казальвеккьо-ді-Пулья розташоване на відстані близько 230 км на схід від Рима, 160 км на захід від Барі, 45 км на захід від Фоджі.
Населення — 1882 особи (2014).

## Демографія
Населення за роками:

Станом на 1 січня 2023 року в муніципалітеті офіційно проживало 87 іноземців з 12 країн, серед них 42 громадяни країн Євросоюзу та 1 громадянин України.

## Сусідні муніципалітети
- Казальнуово-Монтеротаро
- Кастельнуово-делла-Даунія
- П'єтрамонтекорвіно
- Торремаджоре